# Guairaçá
Guairaçá is een gemeente in de Braziliaanse deelstaat Paraná. De gemeente telt 5.867 inwoners (schatting 2009).